# Jelădovo, Kărdjali
Jelădovo (în bulgară Желъдово) este un sat în comuna Djebel, regiunea Kărdjali,  Bulgaria. 

## Demografie
Componența etnică a satului Jelădovo
     Turci (98,91%)
     Nicio identificare (1,08%)
     Altele (0%)
La recensământul din 2011, populația satului Jelădovo era de 92 locuitori. Din punct de vedere etnic, majoritatea locuitorilor (98,91%) erau turci. Pentru 1,08% din locuitori nu este cunoscută apartenența etnică.